# 2022年北京オリンピックのマレーシア選手団
2022年北京オリンピックのマレーシア選手団は、2022年2月4日から2月20日まで中華人民共和国の北京で開催された2022年北京オリンピックのマレーシア選手団の名簿。

## 選手団
- 人員: 選手 2人
- 開会式旗手: ジェフリー・ウェブ、アルウィン・サレフディン
- 閉会式旗手: ジェフリー・ウェブ

## 種目別選手・スタッフ名簿及び成績

### アルペンスキー
アルウィン・サレフディンは、冬季オリンピックに初めて出場したマレーシア女子選手となった。
| 選手                     | 種目       | 1回目     | 1回目    | 2回目     | 2回目    | 合計      | 合計     |
| 選手                     | 種目       | 結果      | 順位     | 結果      | 順位     | 結果      | 順位     |
| ------------------------ | ---------- | --------- | -------- | --------- | -------- | --------- | -------- |
| ジェフリー・ウェブ       | 男子回転   | 途中棄権  | 途中棄権 | 途中棄権  | 途中棄権 | 途中棄権  | 途中棄権 |
| アルウィン・サレフディン | 女子大回転 | 1分06秒13 | 46位     | 1分06秒15 | 38位     | 2分12秒28 | 38位     |
| アルウィン・サレフディン | 女子回転   | 途中棄権  | 途中棄権 | 途中棄権  | 途中棄権 | 途中棄権  | 途中棄権 |